# 마크 놀

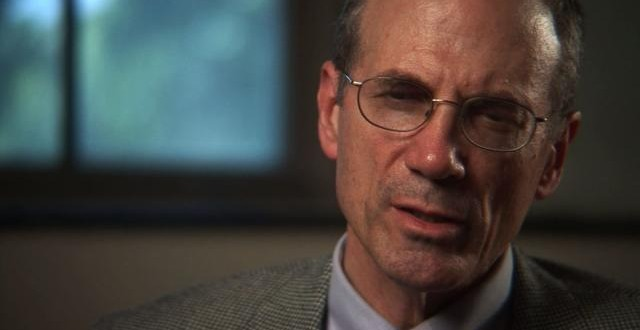
마크 놀

마크 놀(영어: Mark  Allan Noll, 1946년 ~ )은 미국의 기독교 역사학자이며 개혁 복음주의 기독교 학자이다. 2005년 미국 타임지에서 가장 영향력있는 복음주의자들 25명에 수록되어 있으며 조지 마즈든과 더불어 왕성한 활동을 하고 있다.

## 생애
밴더빌트 대학교와 휘튼 대학교에서 공부했으며, 노트르담 대학교에서 역사를 가르치고 있다.

## 저서
- 기독교인들의 반지성주의를 다룬《복음주의 지성의 스캔들》(The Scandal of the Evangelical Mind. IVP)

- 미국․캐나다 기독교 역사 (CLC)

- 포스트모던 세계에서의 기독교 신학과 신앙(공저, 엠마오)

- 터닝 포인트(CUP)

- 미국의 신:조너선 에드워즈부터 에이브러햄 링컨까지(America's God: From Jonathan Edwards to Abraham Lincoln)[1]

- 종교개혁은 지나갔는가? 현대 로마 가톨릭 사상에 대한 복음주의적인 해석 Is the Reformation Over? An Evangelical Assessment of Contemporary Roman Catholicism,공저)
- One Nation Under God? Christian Faith & Political Action in America (Harper & Row, 1988) <5장. 1800의 캠페인: 빛없는 화재사건> 토머스 제퍼슨의 대통령 당선에 두려워했던 당시 장로교인들과 회중교인들은 제퍼슨이 당선되자 프린스턴 대학교의 건물에 화재가 나는 사건이 발생하였다. 그 당시, 프린스턴 학장이었던 스탠호프는 미국의 기독교의 위기를 설교하였다. (75)
- The Search for Christian America ( 공저, 나단 해치, 조지 마즈든, 1989) 제임스 매디슨, 존 위더스푼에 대한 설명. 미국은 기독교와 비기독교의 혼합으로 형성된 나라로 기독교국가로 말해서는 절대 안된다. 만일 그렇게 되면, 기독교국가로 불리는 이유가 무엇인가에 대한 해답을 줄 수가 없다. 미국은 영국과 달리 기독교적인 특성, 즉 헌법안에의 성경구절, 국기에 기독교 상징등이 전혀 없다. 이것은 기독교국가라는 전제가 될 수도 없을 뿐더러 타종교에 대한 관용을 주는 근거가 된다. 기독교인들은 겸손하게 비기독교인들과의 공통분모를 찾아서 그들과 잘 살 수 있는 방법을 알아야 한다.
- Religion and American Politics : From the Colonial Period to the Present (Oxford University Press, 2007) Ed., Mark A, Noll, Luke E, Harlow

## 발췌
| “ | 성서는 예수 그리스도를 세상과 그 안에 있는 모든 것을 지탱하시는 분으로 묘사한다. 이 성서를 믿는다고 고백하는 복음주의자들은 세상과 그 안에 있는 모든 것을 지적으로 이해하려는 노력에 전심을 다해야 하며, 이런 작업을 부끄러워하거나 혼란스러워하지 않아야 한다.…예수 그리스도를 바라보는 신앙 안에는 지성적인 진지함, 성실함, 엄밀함에 대한 본원적인 소망이 존재한다.” | ” |
|   | — 복음주의 지성의 스캔들 서문 |   |

## 같이 보기
- 복음주의
- 데이비드 베빙톤
- 네이선 오어 해치
- 조지 마즈든